# Palloptera orientata
Palloptera orientata är en tvåvingeart som beskrevs av Nikolai Vasilevich Kovalev 1972. Palloptera orientata ingår i släktet Palloptera och familjen prickflugor. Inga underarter finns listade i Catalogue of Life.